# China
China (chinesisch 中國 / 中国, Pinyin Zhōngguóⓘ, Jyutping Zung1gwok3, Pe̍h-ōe-jī Tiong-kok; bundesdeutsches und Schweizer Hochdeutsch: [ˈçiːna]; österreichisches Hochdeutsch sowie süddeutscher Gebrauchsstandard: [ˈkiːna]; nord- und westdeutscher Gebrauchsstandard: [ˈʃiːna]; Schweizer Gebrauchsstandard: [ˈxiːna]) ist ein kultureller Raum in Ostasien, der seit über 3500 Jahren besteht bzw. sich nach und nach herausbildete. Von 221 v. Chr. bis 1912 war er politisch-geographisch als Kaiserreich China verfasst. Nach der Xinhai-Revolution wurde im Jahr 1912 die Republik China gegründet. Im Chinesischen Bürgerkrieg (1927–1949) wurden die Kuomintang weitgehend von den Maoisten verdrängt. Diese gründeten 1949 auf dem chinesischen Festland die Volksrepublik China. Die Regierung der Republik China zog sich auf die Insel Taiwan zurück („Republik China auf Taiwan“).
Als wissenschaftliche Disziplin beschäftigt sich die Sinologie (auch: Chinawissenschaften) mit China.

## Etymologie

### China
Das Wort China leitet sich vom Sanskrit-Wort cīna चीन ab, welches wiederum auf die chinesische Bezeichnung des Staates Qin (778–207 v. Chr.) oder des Staates Jin (11. Jh.–349 v. Chr.) zurückgeht. Im Mittelalter (zu Zeiten etwa Marco Polos) war China im Westen nicht als einheitlicher Kulturraum bekannt, währenddessen man China zur damaligen Zeit nach Cathay benannte.

### „Reich der Mitte“
Die Bezeichnung Zhōngguó (中國 / 中国 – „Reich der Mitte“) ist bereits seit dem 1. Jahrtausend v. Chr. in Gebrauch. Sie bezeichnet das Herrschaftsgebiet der verschiedenen Königreiche in der zentralchinesischen Ebene (中原,  Zhōngyuán – „Zentralebene“), welches geographisch das Kerngebiet Chinas und die Wiege der chinesischen Kultur darstellt. Die Bezeichnung für Zhōngguó als Reich der Mitte ist demnach eine Interpretation des Namens von außerhalb und entstammt nicht chinesischen Quellen.

## Historische Entwicklung des Kulturraums
Die Geschichte Chinas umfasst – dem Mythos nach – bereits 5000 Jahre, in denen sich die chinesische Kultur und Wissenschaft, vor allem die chinesischen Sprachen, die chinesischen Namen, die chinesische Philosophie, die chinesische Küche, der chinesische Volksglaube und die traditionelle chinesische Medizin entwickelt haben.
Während der Qin-Dynastie des ersten Kaisers Qin Shihuangdi wurde vieles vereinheitlicht und so die Grundlagen einer gemeinsamen kulturellen Identität geschaffen, auch die aus tausenden chinesischer Schriftzeichen bestehende chinesische Schrift, die als das älteste noch gebräuchliche Schriftsystem der Welt gilt.
Zur stiltypischen chinesischen Kunst gehören vor allem die chinesische Musik, die chinesische Literatur, die chinesische Malerei, die chinesische Architektur, chinesische Gartenkunst und die chinesische Kampfkunst.
Die Han-Chinesen sind die weitaus größte Ethnie unter den Völkern Chinas. Die größten ethnischen Minderheiten Chinas sind die Zhuang, Hui, Manju, Uiguren und Miao.

## Geographie
China erstreckt sich über eine Landfläche von mehr als 9,5 Mio. km², von Sibirien im Norden bis zum Südzipfel der Insel Hainan über rund 5.500 Kilometer und von Ost nach West etwa 5.200 Kilometer.
Es ist vom Gelben Meer, dem Ostchinesischen Meer und dem Südchinesischen Meer umgeben. Im Süden, Südwesten, Westen und Nordwesten trennen hohe Bergmassive, im Norden Steppen und Wüsten, im Nordosten der Amur und der Ussuri die Region von anderen Ländern bzw. Kulturen.
Das Klima in China ist mehr oder minder vom Monsun beeinflusst (Sommerregen), die Nordwesthälfte der Region aber schon ziemlich streng kontinental, und erstreckt sich von der hochnivalen Gipfelregion des Himalaya über Wüstenklimata bis an die tropischen und subtropischen Küsten (siehe auch Ostseitenklima).